# Шипілово
Шипі́лово (рос. Шипелово) — селище у складі Білоярського міського округу Свердловської області.
Населення — 48 осіб (2010, 42 у 2002).
Національний склад станом на 2002 рік: росіяни — 83 %.